# ウーゴ・ブエノ
ウーゴ・ブエノ・ロペス（Hugo Bueno López, 2002年9月18日 - ）は、スペイン・ガリシア州ポンテベドラ県ビーゴ出身のサッカー選手。エールディヴィジ・フェイエノールト所属。ポジションはDF。

## クラブ経歴
2019年にイギリスに渡り、ウルヴァーハンプトン・ワンダラーズFCのユースチームに入団。2022年にトップチームに昇格。10月15日のノッティンガム・フォレストFC戦の試合終了間際に起用され、プロデビュー。11月2日には新たに4年契約を締結。トップチーム1年目となった2022-23シーズンは21試合に出場した。

## 人物
- ギジェ・ブエノ (Guille Bueno)という双子の兄弟がおり、現在はボルシア・ドルトムントのBチームに所属している[3]。